# 第一代利特尔顿男爵乔治·利特尔顿

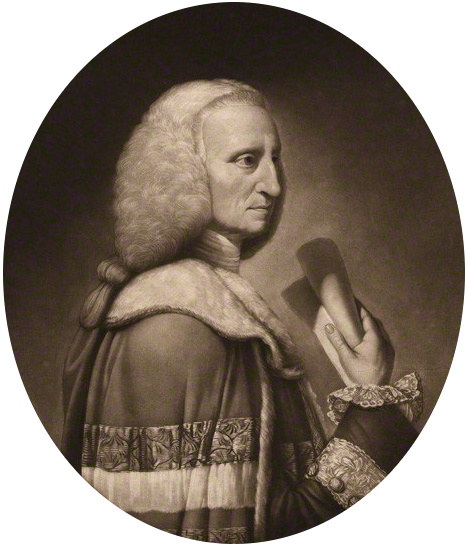
第一代利特尔顿男爵乔治·利特尔顿

第一代利特尔顿男爵乔治·利特尔顿（1709年1月17日—1773年8月22日）是一位英国政治人物。
他在伊顿公学和牛津大学基督堂学院就讀，之后跟随导师前往歐洲大陸壯遊。在这段时间，他开始出版诗歌和散文作品。即使在1735年当选议员之后，他仍然會发表作品。
利特尔顿于1735年至1756年期間担任國會議員，而且他反对首相罗伯特·沃波尔。自1737年起，他担任威爾士親王弗雷德里克的秘书， 1744年，他當选皇家学会院士。 利特尔顿于1755年擔任財政大臣，但次年就辭職。